# 一级警监

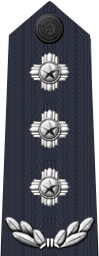
一级警监警衔肩章

一级警监为中华人民共和国人民警察警衔体系的第三等级，由国务院总理授予正厅级以及专业技术高级警官，现行制式衬衣为白色，警衔标志为一枚橄榄枝加3枚四角星花。

## 选升标准
根据1995年1月28日中华人民共和国最高人民法院、最高人民检察院、公安部、国家安全部及司法部联合颁布实施的《人民警察选升警衔的暂行办法》规定：德才表现优秀，担任二级警监期间年度考核称职，在职务等级编制警衔幅度内符合下列条件的人民警察，可以选升为一级警监：

### 正厅级职务人员
1. 省以上公安机关的厅（局）长，任二级警监满2年、任正副厅级职务时间满4年、参加工作时间满25年，或者任二级警监满6年者。
2. 其它正厅级领导职务人员，任二级警监满3年、任现职级时间满2年、参加工作时间满30年，或者任二级警监满6年者。
3. 正厅级非领导职务人员，任二级警监满4年、任现职级时间满3年、参加工作时间满35年，或者任二级警监满6年者。

### 专业技术职务人员
1. 做出特别突出贡献，同时任专业技术二级警监满4年、任现职级时间满3年、参加工作时间满30年，或者任二级警监满6年的教授级专业技术职务人员。